# Étoile Q
Ne doit pas être confondu avec Étoile étrange ou étoile à quarks.
Une étoile Q, Q-star en anglais, aussi connue comme sous le nom de trou gris, est un type hypothétique d'étoile à neutrons compacte dans un état exotique de la matière. Le Q représente un nombre de particules conservées ou chargées (en physique, la charge est souvent représentée par la lettre Q).
À l'observation, une étoile Q peut être confondue avec un trou noir stellaire.

## Candidat
Un candidat potentiel est l'objet compact V404 Cygni, catalogué habituellement comme un trou noir.

## Type d'étoiles Q
- SUSY Q-ball.
- B-Ball stable. Q-balls avec un grand nombre de baryons B. Ils pourraient exister dans les étoiles à neutrons ayant absorbé un ou plusieurs Q-ball[1].